# Jolicœur
Pour les articles homonymes, voir Jolicoeur.
Jolicœur (en anglais Jolicure) est un hameau de Pont-à-Buot, situé sur la Route 16 à environ neuf kilomètres au nord-est de Sackville, au Nouveau-Brunswick, Canada,.